# Eremedaille van de Hallen en Markten in Parijs
De Eremedaille van de Hallen en Markten in Parijs (Frans: Médaille d'honneur des Halles et marchés de Paris)  was een tussen 1900 en 1945 uitgereikte Franse eremedaille. Deze onderscheiding werd op 22 juni 1900 door de Franse minister van Binnenlandse Zaken ingesteld.
De medaille werd door de Minister van Binnenlandse Zaken toegekend op voordracht van de Parijse prefect van politie. De medaille was bestemd voor marktkooplieden die dertig jaar onberispelijk op de Parijse markten en in de Hallen van Parijs hadden gewerkt.
Twee volgende decreten verlaagden de genoemde termijn op 24 april 1907 tot vijfentwintig en op 23 juli 1915 tot twintig jaar.
Op 7 juni 1945 werd in een decreet vastgesteld dat de medaille niet langer zou worden uitgereikt. In haar plaats trad de nieuwe Departementale en Communale Eremedaille (Frans: Médaille d’honneur Départementale et Communale).

## De medaille
Deze onderscheiding werd aan een rood-wit-blauw gestreept lint op de linkerborst gedragen. Het lint was in zeven gelijke verticale banen blauw-wit-rood-wit-blauw-wit gestreept.
De door Charles Gustave de Marey ontworpen ronde zilveren medaille had een diameter van 32 millimeter. Op de voorzijde stond de met een lauwerkrans gekroonde kop van "Marianne", zinnebeeld van de Franse Republiek met het rondschrift REPVBLIQVE  FRANÇAISE MINISTERE  DE  L’INTERIEVR.
De keerzijde is versierd met een krans van lauweren en eikenbladeren rond een vierkante cartouche. Daarop is ruimte voor een inscriptie. Het rondschrift luidt TRAVAIL  HONNEUR  DÉVOUEMENT (Werk, Eer, Toewijding).

## Protocol
Het is gebruik om de Franse medailles op 1 januari and 14 juli uit te reiken. Dat gebeurt tijdens parades en plechtigheden. De onderscheidingen worden de onwaardige, want wegens een misdrijf veroordeelde, dragers ook weer ceremonieel afgenomen. Wanneer men op uniformen geen modelversierselen draagt is een kleine rechthoekige baton in de kleuren van het lint voorgeschreven.
De medaille wordt ook als miniatuur gedragen op bijvoorbeeld een rokkostuum.